# Melitaea pyrenaealpestris
Melitaea pyrenaealpestris är en fjärilsart som beskrevs av Ruggero Verity 1931. Melitaea pyrenaealpestris ingår i släktet Melitaea och familjen praktfjärilar. Inga underarter finns listade i Catalogue of Life.